# Ramidreju
Ramidreju is een mythisch wezen uit de mythologie van Cantabrië. Het woont in de bergen en de bossen. 
Het wezen wordt elke honderd jaar geboren uit een kleine marter of een steenmarter. Het wezen is dun, heeft een groenige huid en gele ogen. Het lichaam van het dier is erg dun, zoals dat van een slang. Het wezen heeft een snuit zoals dat van een wild zwijn en is hiermee in staat om diepe kuilen in de grond te maken net als een mol. 
Het wezen is zeer gewild in de folklore, er wordt gezegd dat de huid van het wezen alle ziektes geneest. Het dier is bovendien gek op goud en het wordt daarom ook gebruikt om verborgen schatten te vinden.